# بایرون نلسون
بایرون نلسون (انگلیسی: Byron Nelson; ۴ فوریهٔ ۱۹۱۲ – ۲۶ سپتامبر ۲۰۰۶) گلف‌باز اهل ایالات متحده آمریکا بود. از وی به‌عنوان یکی از بهترین گلف‌بازان تمام دوران یاد میشود.
وی همچنین برندهٔ جوایزی همچون تالار مشاهیر جهانی گلف و نشان طلایی کنگره آمریکا شده است.